# 伯纳德·马拉默德
伯纳德·马拉默德（英語：Bernard Malamud，1914年4月26日—1986年3月18日），美国小说家，其小说多描写美国犹太人的日常生活，人物多为受尽苦难和折磨的下层人民。这些小人物都朴实善良，向往着新生活又总是遇到幻灭。马拉默德通过这些人物所受的苦难，着重探讨了人的坚忍毅力、同情心和高尚道德的价值。马拉默德与索尔·贝娄和菲利普·罗斯共同被视为美国重要的犹太作家，获得普利策小说奖（1967）和美国国家图书奖（1958，1967）。

## 生平
伯纳德·马拉默德生于美国纽约布鲁克林区一个俄国犹太移民家庭。童年时正逢美国大萧条，父母勉力维持家中的小杂货店的情景让他印象很深。1928-1932年马拉默德在伊拉斯谟庄园高中就读1929年5月母亲去世，父亲不久续弦，但马拉默德和继母关系不好。1932年，马拉默德的《生活—柜台之后》曾获得鼓励年轻人的学者出版社奖的第二名。马拉默德从高中毕业后进入纽约市立学院就读。1936年二十二岁的马拉默德获得文学学士学位。毕业后曾在拉斐特中学做过一年的实习教师，每天工资4.5美元，但他之后两次没有通过正式教师的资格考试。
1937年，马拉默德获得了政府贷款，进入哥伦比亚大学读研究生课程。之后边打工边学习，但一直不忘写作。他当过家庭教师，夜校讲师、财产调查局雇员，他曾回忆说“每天上午我都十分紧张地工作，核对阴沟统计报表的估价单，因为美国各县总有这类报表呈上来，尽管这项工作十分累人，可由于我勤奋地工作，三个月后我就得到了提升......而每天午饭以后我就得以伏案写我的小说。”1942年，马拉默德获得哥伦比亚大学文学硕士学位，论文是关于托马斯·哈代的《列王》。由于马拉默德是他寡居母亲的唯一经济来源，他被批准免服兵役。同年，马拉默德结识了安·德·恰拉（1917-2007），一位信仰天主教的意大利-美国人。尽管父母反对，他和恰拉还是在1945年11月结婚了。婚后有两个孩子，保罗·马拉默德和詹纳·马拉默德，后者后来写了《父亲如书-伯纳德·马拉默德回忆录》。
1948-1949年马拉默德在高中教书维持生计。1949年起马拉默德在俄勒冈州立大学任教，教授写作课程。由于他没有博士学位，他不能教授文学课程。到了俄勒冈之后，他把自己的第一部长篇小说《浅睡者》烧毁了“我想我应该写得更好一些”。之后他每周上三次课，其馀时间写作。1952年长篇小说《朴实无华》问世。1954年和1958年，马拉默德相继升任助理教授和副教授。1961年他离开了俄勒冈州立大学，到本宁顿学院教授创造性写作。他在该校一直执教到去世。马拉默德1966-1968年曾到哈佛大学开设讲座，1967年入选美国艺术与科学院。1979-1981年他曾经担任国际笔会美国分会主席，1983年获得美国艺术和文学协会金质奖章，本奖章每五年才评出一次，授奖人是他的朋友拉尔夫·艾里森。1986年马拉默德在写作时突发心脏病去世。1998年美国笔会设立奖励短篇小说创作的马拉默德奖，约翰·厄普代克、索尔·贝娄和乔伊斯·卡罗尔·欧茨均曾获得此奖。

## 主要作品

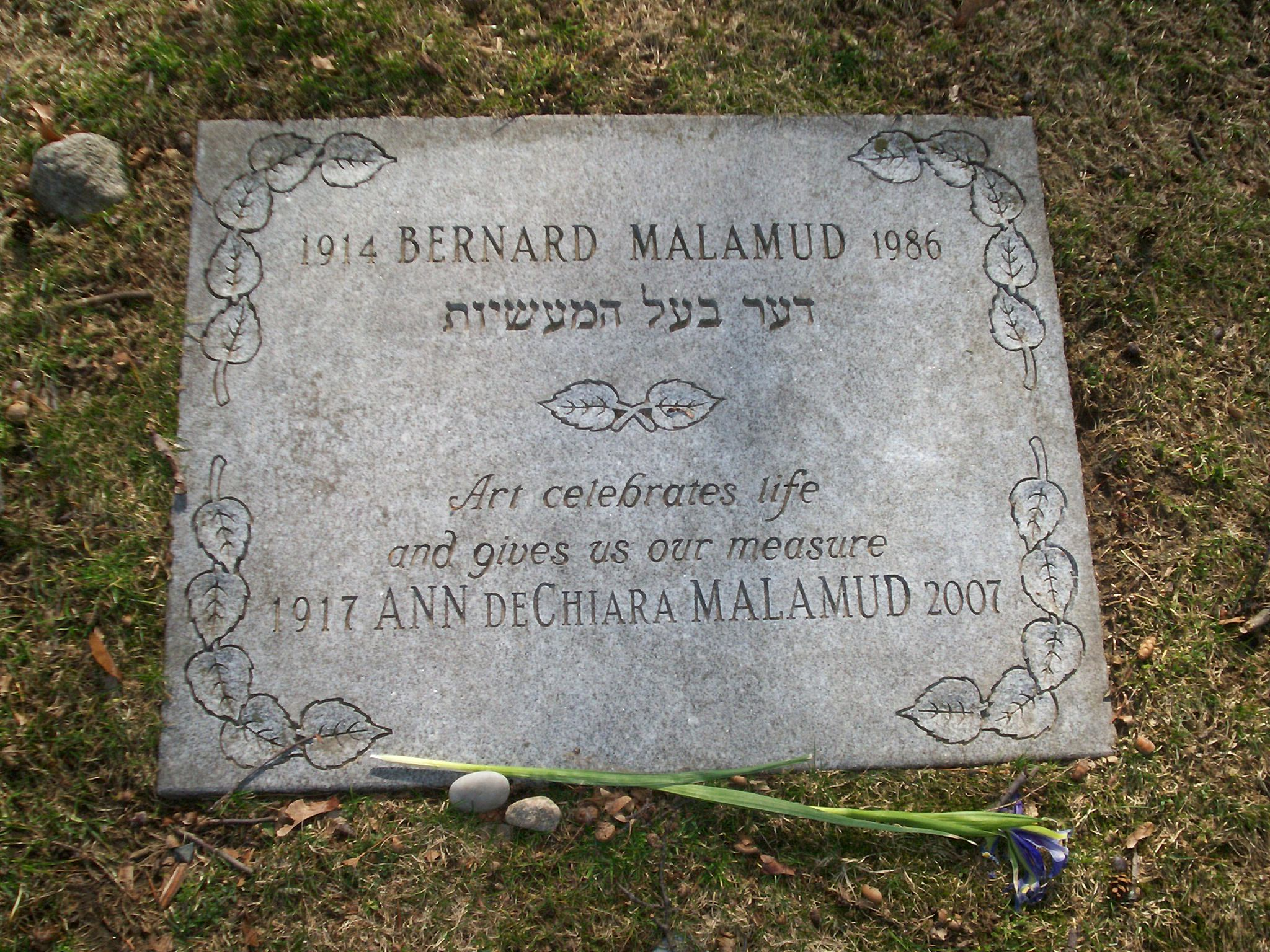
马拉默德之墓

### 长篇小说
- 《天生好手》（The Natural，1952）小说围绕着一位默默无闻的中年网球运动员罗伊·霍布斯展开。
- 《伙计》（The Assitant，1957），又译《店员》。小说描写了一位来自沙皇俄国的年老犹太难民莫里斯开设了一家小杂货店，他辛苦经营，但生意全无起色。一位年轻的意大利裔美国人弗兰克发现莫里斯很善良，并且喜欢他的女儿海伦，就到店里当伙计，海伦也喜欢弗兰克。不久，弗兰克因为偷钱被莫里斯赶走，弗兰克和海伦也发生争吵。莫里斯病故后，弗兰克回到杂货店帮助母女维持生计，最后感动了海伦，自己也成为了犹太教徒。小说获得美国全国文艺院颁发的罗森塔尔奖，2005年被列入时代杂志百大英文小说中[9]。
- 《新生活》（A New Life，1961年）写一位穷苦犹太教师好不容易谋到某大学讲师职位，以为可以开始新生活，但在工作和生活中总是不顺利，最后被迫离开学校。他仍坚持道德观念，怀着微薄的希望重新寻找新生活。
- 《修配工》（The Fixer，1966），小说描写犹太人雅考夫无儿无女。他先当修配工，后到一家砖厂干活，认真负责的他反而被人诬告杀死以男孩入狱。罪名是耍弄巫术喝基督教儿童的血。排犹主义者企图用这桩案件清洗基辅的犹太人，雅考夫坚决不陷害他人，坚持对自由的追求。在小说最后雅考夫被押去审判的路上，有的人向他哭泣，有的向他挥手，有的呼唤他的名字，他得到了众多犹太人的支持[6]。小说获得美国国家图书奖和普利策奖。
- 《房客》（Tenants，1971）描写一幢摇摇欲坠的大楼里，只剩下一位黑人作家和一位犹太作家两个房客，他们各自坚持“闭塞的自我”发生了种种冲突。
- 《杜宾的生活》（Dubin's Lives，1979年）小说的主人公，五十六岁的威廉·杜宾是一位成功的传记作家，曾撰写过亨利·梭罗的传记，在撰写大卫·赫伯特·劳伦斯的传记时遇到了精神危机。他和妻子基蒂缺乏爱情，爱上了年轻的清洁工芬妮·比克，两人私奔去了威尼斯。不久杜宾发现芬妮的青春无法填补自己的空虚，他陷入了矛盾和苦恼中，但是仍然继续生活下去。小说错综复杂，既有妻子和情人的纠结，又有传记人物梭罗和劳伦斯对杜宾生活的影响。其中许多精彩的大自然的图景都写得栩栩如生，还有大量马拉默德拿手的对话，话中不乏幽默和诙谐的色彩。马拉默德指出：“我倾向于用我掌握的一切技巧，结合生活来创作，把杜宾写成传记作家，从而使他的生活展现开来，使他的性格更加复杂有趣。”[10]
- 《上帝的恩赐》（God's Grace, 1982）
- 《人们》（The People，1989），未完成作品。

### 短篇小说集
- 《魔桶》（The Magic Barrel，1958），包括十三个短篇小说。其中的《魔桶》将为人作媒的犹太老者拉兹曼刻画得活灵活现。《最后一个莫希干人》则强调了即使逆境也要积极生活这一主题。《魔桶》这个短篇小说集获得了当年的美国国家图书奖，弗兰纳里·奥康纳评价过“我发现一个了不起的小说家，他比包括我自己在内的任何人都强，你到图书馆去把马拉默德所写的《魔桶》借来一读，你就知道了。”[4]
- 《头号白痴》（Idiot First, 1963）
- 《费德尔曼的画像》（Pictures of Fidelman，1969）
- 《伦勃朗的帽子》（Rembrandt's Hat，1974）。《伦勃朗的帽子》和《我的儿子是凶手》分别描写同事之间和父子之间的感情，感人至深，其中的《抽屉中的男人》一篇获得欧·亨利短篇小说奖。

## 外部連結
- Daniel Stern. . The Paris Review. Spring 1975  [2020-10-02]. （原始内容存档于2016-11-07）.
- The Bernard Malamud Papers at Oregon State University
- Bernard Malamud在互联网电影资料库（IMDb）上的資料（英文）
- 开放图书馆中伯纳德·马拉默德的著作